# Karate (album Breakout)
Karate – czwarty oficjalny album polskiej grupy bluesrockowej Breakout wydany przez Polskie Nagrania „Muza” w 1972 roku (numery katalogowe: XL 0858, SXL 0858).

## Lista utworów
Muzyka: Tadeusz Nalepa.
Słowa: Bogdan Loebl.
Strona A
| 1. | „Daję ci próg”           | 4:15  |
|    |                          |       |
| 2. | „Takie moje miasto jest” | 3:00  |
|    |                          |       |
| 3. | „Nocą puka ktoś”         | 4:28  |
|    |                          |       |
| 4. | „Powiedzmy to”           | 2:40  |
|    |                          |       |
| 5. | „Rzeka dzieciństwa”      | 5:13  |
|    |                          |       |
|    |                          | 19:36 |
|    |                          |       |
Strona B
| 1. | „Jest gdzieś taki dom”         | 4:20  |
|    |                                |       |
| 2. | „Śliska dzisiaj droga”         | 2:42  |
|    |                                |       |
| 3. | „Zaprowadzić ciebie muszę tam” | 3:56  |
|    |                                |       |
| 4. | „Karate”                       | 8:17  |
|    |                                |       |
|    |                                | 19:15 |
|    |                                |       |

## Skład
- Tadeusz Nalepa – śpiew, gitara
- Tadeusz Trzciński – harmonijka ustna
- Jerzy Goleniewski – gitara basowa
- Józef Hajdasz – perkusja
- Mira Kubasińska – marakasy

Realizacja
- Reżyser nagrania: Janusz Urbański
- Operator dźwięku: Krystyna Urbańska
- Projekt graficzny: Marek Karewicz